# The Lansdowne Tapes
The Lansdowne Tapes ist eine 1993 erschienene Kompilation der britischen Hard-Rock-Band Uriah Heep. Die Kompilation ist nach den Lansdowne Studios in London benannt, wo alle enthaltenen Songs aufgenommen wurden, und sie enthält ausschließlich Aufnahmen aus der Zeit von 1969 bis 1971. Ursprünglich wurde sie 1993 als Einzel-CD-Edition veröffentlicht, im Jahre 2002 erschien schließlich eine Doppel-CD-Edition, die sich signifikant von der Erstpressung unterscheidet.

## Hintergrund
Die ursprüngliche Idee für die Kompilation The Lansdowne Tapes kam Robert M. Corich, einem bedeutenden neuseeländischen Remaster-Ingenieur, der auch für sämtliche Wiederveröffentlichungen der Studioalben von Uriah Heep verantwortlich zeichnet, als er Material für eine andere Kompilation mit dem Titel Rarities from the Bronze Age aus dem Jahre 1991 sichtete. Dabei bekam Corich von Warren Eady Masterbänder aus den Anfangstagen der Band. Bei weiteren Recherchearbeiten fand er heraus, dass sich weitere alte Masterbänder in den Archiven der Plattenfirma befanden. Außerdem konnte er Bänder auf Speichern und sogar in Gartenhäusern von Privatpersonen lokalisieren, die teilweise in einem sehr schlechten Zustand waren. Corich nahm sich den Bändern an, stellte sie in Sisyphusarbeit, so gut es ging, wieder her und digitalisierte die Aufnahmen schließlich, sodass sie für einen Mix geeignet waren. Für seine Arbeit an The Lansdowne Tapes bezog Corich auch die zum Veröffentlichungszeitpunkt aktuellen und ehemaligen Bandmitglieder Paul Newton, Ken Hensley, Mick Box, Keith Baker und Nigel Pegrum mit ein.
Die Kompilation, die schließlich 1993 erschien, beinhaltet Aufnahmen aus den Jahren 1969 bis 1971 – also von der Zeit, als sich die Band noch Spice nannte, über die Aufnahmen zu …very ’eavy …very ’umble und Salisbury bis hin zu den Aufnahmen zum dritten Studioalbum Look at Yourself. Das Material besteht dabei einerseits aus alternativen Versionen von bereits auf den genannten Studioalben enthaltenen Songs und andererseits aus zum Veröffentlichungszeitpunkt unveröffentlichten Songs. Der letzte Song, das Intro von „Dreammare“, wurde dabei nicht in der Titelliste abgedruckt.
Im Jahre 2002 erschien The Lansdowne Tapes schließlich als Doppel-CD, die zwar nicht mit weiteren unveröffentlichten Songs aufwartete, dafür aber um unveröffentlichte Versionen bereits bekannter Songs erweitert wurde. Anzumerken ist, dass einige der Versionen der Erstpressung durch andere Versionen ersetzt wurden, vor allem betrifft dies alle Spice-Songs. Außerdem wurde der Song „Astranaza“ – auf der ursprünglichen Edition als einzelner Song enthalten – bei der Wiederveröffentlichung in zwei Teilen veröffentlicht, die hinsichtlich ihrer Gesamtspielzeit eine längere Spieldauer aufweisen, als die ursprünglich veröffentlichte Version. Manche der auf The Lansdowne Tapes veröffentlichten Versionen wurden später auf weiteren Kompilationen und den mit Bonustracks angereicherten Wiederveröffentlichungen der Studioalben erneut veröffentlicht, andere allerdings in erneut alternativen Versionen (teilweise mit minimalen Unterschieden), was den Überblick über die existierenden Versionen der verschiedenen Songs aus den Jahren von 1969 bis 1971 erheblich erschwert.

## Titelliste
1. Born in a Trunk (3:47)* (Mick Box, David Byron)
2. Simon the Bullet Freak (3:27) (Ken Hensley)
3. Here Am I (8:12) (Hensley)
4. Magic Lantern (8:32)* (Box, Byron)
5. Why (11:18) (Box, Byron, Hensley, Paul Newton)
6. Astranaza (4:46)* (Box, Byron)
7. What’s Within My Heart (5:22) (Hensley)
8. What Should Be Done (4:28) (Hensley)
9. Lucy Blues (5:10) (Box, Byron)
10. I Want You Babe (5:42)* (Box, Byron)
11. Celebrate (4:26)* (Alan Gordon, Gary Bonner)
12. Schoolgirl (3:25)* (Box, Byron)
13. Born in a Trunk (Instrumental version) (4:02)* (Box, Byron)
14. Look at Yourself (3:20) (Hensley)
15. Dreammare (Intro) (1:10) (Newton)

### Wiederveröffentlichung von 2002

#### CD1
1. Dreammare (Intro) (1:01) (Newton) (unterscheidet sich von der Version der Erstpressung)
2. Walking in Your Shadow (5:01) (Newton, Byron)
3. Real Turned on (3:34) (Box, Byron, Newton)
4. I’ll Keep on Trying (5:26) (Box, Byron)
5. Wake up (Set Your Sights) (6:13) (Box, Byron)
6. Come Away Melinda (3:49) (Fred Hellerman, Fran Minkoff)
7. Lucy Blues (5:10) (Box, Byron) (identisch zur Version der Erstpressung)
8. The Park (5:37) (Hensley)
9. Here Am I (8:12) (Hensley) (identisch zur Version der Erstpressung)
10. Lady in Black (4:53) (Hensley)
11. Simon the Bullet Freak (3:27) (Hensley)
12. What’s Within My Heart (5:22) (Hensley) (identisch zur Version der Erstpressung)
13. What Should Be Done (4:24) (Hensley) (identisch zur Version der Erstpressung)
14. Why (11:18) (Box, Byron, Hensley, Newton) (identisch zur Version der Erstpressung)
15. Look at Yourself (3:20) (Hensley)

#### CD2
1. Born in a Trunk (4:03)* (Box, Byron) (unterscheidet sich von der Version der Erstpressung)
2. Magic Lantern (7:57)* (Box, Byron) (unterscheidet sich von der Version der Erstpressung)
3. Astranaza (Part 1) (3:31)* (Box, Byron) (unterscheidet sich von der Version der Erstpressung, da dort nicht in zwei Teile aufgeteilt und insgesamt andere Spieldauer)
4. Astranaza (Part 2) (1:36)* (Box, Byron) (unterscheidet sich von der Version der Erstpressung, da dort nicht in zwei Teile aufgeteilt und insgesamt andere Spieldauer)
5. Celebrate (4:21)* (Gordon, Bonner) (unterscheidet sich von der Version der Erstpressung)
6. Schoolgirl (3:24)* (Box, Byron) (unterscheidet sich von der Version der Erstpressung)
7. I Want You Babe (6:10)* (Box, Byron) (unterscheidet sich von der Version der Erstpressung)
8. Born in a Trunk (Instrumental version) (4:25)* (Box, Byron) (unterscheidet sich von der Version der Erstpressung)
9. Lucy Blues (5:09) (Box, Byron)
10. Come Away Melinda (3:49) (Hellerman, Minkoff)
11. What’s Within My Heart (5:26) (Hensley)
12. What Should Be Done (4:28) (Hensley)
13. Gypsy (5:52) (Box, Byron)
14. High Priestess (3:41) (Hensley)
15. Simon the Bullet Freak (3:27) (Hensley) (identisch zur Version der Erstpressung)
16. Look at Yourself (3:20) (Hensley) (identisch zur Version der Erstpressung)
17. Lady in Black (3:30) (Hensley)
18. Dreammare (Reprise) (1:08) (Newton)

### Allgemeine Informationen zur Titelliste
- Alle mit einem * versehenen Titel wurden eingespielt, als sich die Band noch Spice nannte.

### Informationen zur Wiederveröffentlichung
- Bei allen Songs der Wiederveröffentlichung (die Titel ohne Anmerkungen in Klammern) handelt es sich um zum Veröffentlichungszeitpunkt unveröffentlichte Versionen.

### Wissenswertes
- Celebrate ist eine Three-Dog-Night-Coverversion. Das Lied wurde ursprünglich 1969 auf dem Album Suitable for Framing veröffentlicht.
- Come Away Melinda ist eine Harry-Belafonte-Coverversion. Das Lied wurde ursprünglich 1963 auf dem Album Streets I Have Walked veröffentlicht.